# ممانعت
در واژگان نظامی، ممانعت به معنی ایجاد تاخیر، برهم‌زدن، یا نابودسازی نیروهای دشمن یا منابع در راه، برای رسیدن به میدان نبرد است. معمولا بین ممانعت استراتژیک و تاکتیکی، فرق گذاشته می‌شود. ممانعت استراتژیک به معنی عملیاتی است که تاثیر آن، گسترده و طولانی مدت است. ممانعت تاکتیکی، برای تاثیرگذاری سریع و در یک محدوده مکانی است.

## دیگر کاربردها
همچنین از اصطلاح ممانعت در جرم‌شناسی و اجرای قانون، مانند جنگ با مواد مخدر در ایالات متحده آمریکا و درون‌کوچی نیز استفاده می‌شود.

## جاسوسی

### آمریکا
همچنین آژانس امنیت ملی از اصطلاح ممانعت برای رهگیری مخفیانه داده جابجا شده در شبکه رایانه‌ای استفاده می‌کند. این رهگیری توسط یک سازمان اطلاعاتی داخلی یا خارجی انجام می‌شود و هدف از آن، جاسازی اشکال نرم‌افزاری (Bug) پیش از رسیدن داده به مقصد است. بر پایه اشپیگل، گروه عملیات دسترسی درخور آژانس امنیت ملی می‌تواند جریان داده فرستاده شده در شبکه را با روشی که "ممانعت" نامیده می‌شود به «کارگاه‌های مخفی» خود منحرف کند. در این کارگاه‌های مخفی، ماموران این گروه، بدافزارهایی را بر روی داده‌های الکترونیکی، بارگذاری می‌کنند یا سخت‌افزارهای جاسوسی را در مسیر، نصب می‌کنند که به جامعه اطلاعاتی ایالات متحده آمریکا اجازه دسترسی از راه دور می‌دهد. گزارش اشپیگل همچنین نشان می‌دهد که آژانس امنیت ملی در همکاری با آژانس اطلاعات مرکزی (سیا) و اداره تحقیقات فدرال (اف‌بی‌آی) به شکل پیوسته و مخفیانه، جابجایی مکانی لپ‌تاپ‌ها را رهگیری می‌کند. به علاوه، دیگر دستگاه‌های جانبی رایانه‌ای، مانند نمایشگر رایانه یا کی‌لاگر صفحه‌کلید با فرستنده‌های بی‌سیم پنهانی به صورت اِشکال جاسازی‌شده نیز رهگیری می‌شوند.

### چین
در ژوئیه ۲۰۱۴ گزارش شد که اسکنرهای دستی که در چین ساخته شده‌اند دارای بدافزار مسلح درون‌سازی شده‌ای هستند که می‌توانند داده مشتری و داده مالی را از یکدیگر جدا کنند. بسیاری از خرده‌فروشی‌ها، انبارها، و خدمات پستی، مانند فدکس و یونایتد پارسل سرویس از این اسکنرها استفاده می‌کردند. داده‌های اسکن شده، کپی شده و برای ساخت یک ارتباط کامل فرماندهی و کنترل به یک بات‌نت چینی فرستاده می‌شدند که در هنرستان شاندونگ لانژیانگ قرار داشت.

## گونه‌ها
- هوا: ممانعت هوایی
- زمین: منطقه رانندگی ممنوع
- دریا: ممانعت دریایی
- محاصره